# ミリオンセラーの児童文学一覧
ミリオンセラーの児童文学一覧（ミリオンセラーのじどうぶんがくいちらん）は、日本での発行部数が100万部を突破した児童文学作品の一覧である。
※以下に挙げた部数は、特記なき場合は日本国内での発行部数。ただし、必ずしも最新の数字ではない場合がある。

## 単巻部数
| 作品                               | 著者                                                                           | 出版年 | 出版社     | 発行部数 | 出典   |
| ---------------------------------- | ------------------------------------------------------------------------------ | ------ | ---------- | -------- | ------ |
| 星の王子さま（岩波版）             | アントワーヌ・ド・サン＝テグジュペリ 内藤濯（訳）                              | 1953年 | 岩波書店   | 640万部  | [ 1 ]  |
| ハリー・ポッターと賢者の石         | J・K・ローリング 松岡佑子（訳）                                                | 1999年 | 静山社     | 508万部  | [ 2 ]  |
| ハリー・ポッターと秘密の部屋       | J・K・ローリング 松岡佑子（訳）                                                | 2000年 | 静山社     | 433万部  | [ 2 ]  |
| ハリー・ポッターとアズカバンの囚人 | J・K・ローリング 松岡佑子（訳）                                                | 2001年 | 静山社     | 382万部  | [ 2 ]  |
| ハリー・ポッターと炎のゴブレット   | J・K・ローリング 松岡佑子（訳）                                                | 2002年 | 静山社     | 350万部  | [ 2 ]  |
| エルマーのぼうけん                 | ルース・スタイルス・ガネット ルース・クリスマン・ガネット（作） 渡辺茂夫（訳） | 1963年 | 福音館書店 | 325万部  | [ 3 ]  |
| モモ                               | ミヒャエル・エンデ 大島かおり（訳）                                            | 1976年 | 岩波書店   | 290万部  | [ 1 ]  |
| ハリー・ポッターと不死鳥の騎士団   | J・K・ローリング 松岡佑子（訳）                                                | 2004年 | 静山社     | 290万部  | [ 2 ]  |
| ビルマの竪琴（新潮文庫版）         | 竹山道雄                                                                       | 1959年 | 新潮社     | 235万部  | [ 4 ]  |
| ガラスのうさぎ                     | 高木敏子（作） 武部本一郎（絵）                                                | 1977年 | 金の星社   | 223万部  | [ 5 ]  |
| ハリー・ポッターと謎のプリンス     | J・K・ローリング 松岡佑子（訳）                                                | 2006年 | 静山社     | 212万部  | [ 2 ]  |
| 鈴の鳴る道                         | 星野富弘                                                                       | 1986年 | 偕成社     | 205万部  | [ 7 ]  |
| いやいやえん                       | 中川李枝子（作） 大村百合子（絵）                                              | 1962年 | 福音館書店 | 193万部  | p.19   |
| ハリー・ポッターと死の秘宝         | J・K・ローリング 松岡佑子（訳）                                                | 2008年 | 静山社     | 185万部  | [ 2 ]  |
| エルマーと16ぴきのりゅう           | ルース・スタイルス・ガネット ルース・クリスマン・ガネット（作） 渡辺茂夫（訳） | 1965年 | 福音館書店 | 157万部  | p.19   |
| Good Luck                          | アレックス・ロビラ フェルナンド・トリアス・デ・ペス 田内志文（訳）             | 2004年 | ポプラ社   | 150万部  | [ 9 ]  |
| エルマーとりゅう                   | ルース・スタイルス・ガネット ルース・クリスマン・ガネット（作） 渡辺茂夫（訳） | 1964年 | 福音館書店 | 148万部  | p.19   |
| なぞなぞあそび1 おはようぴょこたん | このみひかる                                                                   | 1977年 | あかね書房 | 146万部  | [ 10 ] |
| 大きい1年生と小さな2年生           | 古田足日（作） 中山正美（絵）                                                  | 1970年 | 偕成社     | 136万部  | p.20   |
| はれときどきぶた                   | 矢玉四郎                                                                       | 1980年 | 岩崎書店   | 135万部  | p.20   |
| ちいさいモモちゃん                 | 松谷みよ子                                                                     | 1964年 | 講談社     | 112万部  | [ 6 ]  |
| おおきなおおきなおいも             | 市村久子（原案） 赤羽末吉（作・絵）                                            | 1972年 | 福音館書店 | 112万部  | p.20   |
| チョコレート戦争                   | 大石真（作） 北田卓史（絵）                                                    | 1965年 | 理論社     | 110万部  | p.10   |
| かぎりなくやさしい花々             | 星野富弘                                                                       | 1986年 | 偕成社     | 106万部  | [ 7 ]  |
| ぼくは王さま                       | 寺村輝夫（作） 和田誠（絵）                                                    | 1961年 | 理論社     | 105万部  | p.19   |
| ふらいぱんじいさん                 | 神沢利子（作） 堀内誠一（絵）                                                  | 1969年 | あかね書房 | 104万部  | p.19   |
| おばけのはなし（1）                | 寺村輝夫（文） ヒサクニヒコ（画）                                              | 1977年 | あかね書房 | 102万部  | p.17   |
| はてしない物語                     | ミヒャエル・エンデ 上田真而子（訳） 佐藤真理子（訳）                           | 1982年 | 岩波書店   | 100万部  | [ 6 ]  |

## シリーズ累計部数が多い主な児童文学作品
- 『かいけつゾロリ』シリーズ（3570万部）[11]
- 『ハリー・ポッター』シリーズ（3200万部）[12]
- 『カバヤ文庫』シリーズ（2500万部）[13]
- 『おしりたんてい』シリーズ（3000万部、絵本含む）[14]
- 『ズッコケ三人組』シリーズ（2500万部）[15]
- 『少年探偵団』シリーズ（ポプラ社刊行分のみで1660万部）[16]
- 『ぼくら』シリーズ（1500万部）[17]
- 『バッテリー』シリーズ（1000万部）[18]
- 『怪談レストラン』シリーズ（850万部）[19]
- 『エルマーのぼうけん』シリーズ（779万部）[20]
- 『ダレン・シャン』シリーズ（700万部、コミック版含む[21]）[22]
- 『モモちゃんとアカネちゃんの本』シリーズ（615万部）[23]
- 『ぼくは王さま』シリーズ（600万部）[24]
- 『学校の怪談』シリーズ（600万部）[25]
- 『マジック・ツリーハウス』シリーズ（576万部）[26]
- 『ナルニア国物語』シリーズ（550万部）[1]
- 『ドリトル先生物語』シリーズ（510万部）[1]
- 『クレヨン王国』シリーズ（500万部[27][28]〜450万部[29]〜449万部[30]）
- 『ふしぎ駄菓子屋 銭天堂』シリーズ（480万部）[31]
- 『デルトラ・クエスト』シリーズ（470万部）[32]
- 『守り人』シリーズ（460万部）[33]
- 『黒魔女さんが通る!!』シリーズ（450万部[30]〜400万部[28]）
- 『パスワード』シリーズ（400万部[28]〜396万部[30]）
- 『コロボックル物語』シリーズ（380万部）[34]
- 『ムーミン』シリーズ（376万部、小説版のみ。文庫本21万部）[35]
- 『一期一会』シリーズ（351万部）[36]
- 『名探偵夢水清志郎事件ノート』シリーズ（350万部[28]〜338万部[30]）
- 『若おかみは小学生!』シリーズ（304万部[30]〜300万部[28]）
- 『5分後に意外な結末』シリーズ（280万部）[37]
- 『ゲド戦記』シリーズ（245万部）[38]
- 『クマのプーさん』シリーズ（240万部）[1]
- 『動物と話せる少女リリアーネ』シリーズ（200万部）[39]
- 『四つ子ぐらし』シリーズ（200万部）[40]
- 『ほねほねザウルス』シリーズ（190万部）[41]
- 『おはなしのろうそく』シリーズ（181万部）[42]
- 『魔女の宅急便』シリーズ（180万部）[43]
- 『らくだい魔女はプリンセス』シリーズ（160万部）[44]
- 『学校のコワイうわさ 花子さんがきた!!』シリーズ（150万部）[45]
- 『ハッピーバースデー 命かがやく瞬間』（150万部、児童書版・文芸書版・コミック版などの累計）[46]
- 『妖界ナビ・ルナ』シリーズ（140万部）[47]
- 『泣いちゃいそうだよ』シリーズ（140万部）[48]
- 『10歳までに読みたい日本名作』シリーズ（120万部）[49]
- 『怪盗レッド』シリーズ（120万部）[50]
- 『魔法の庭ものがたり』シリーズ（110万部）[51]
- 『レインボーマジック』シリーズ（100万部）[52]
- 『のはらうた』シリーズ（100万部）[53]
- 『NO.6』シリーズ（100万部）[54]
- 『ルドルフとイッパイアッテナ』シリーズ（100万部）[注釈 3][55]
- 『なんでも魔女商会』シリーズ（100万部）[56]
- 『ルルとララ』シリーズ（100万部）[57]
- 『ジュニア空想科学読本』シリーズ（100万部を突破）[58]
- 『グレッグのダメ日記』シリーズ（100万部、2017年時点）[59]
- 『ライラの冒険』シリーズ（100万部）[60]
- 『星のカービィ』シリーズ（100万部）[61]